# Campionato europeo rally 2025
Il campionato europeo rally 2025 è  la 73ª edizione del campionato europeo rally; è iniziato il 4 aprile con il Rally Sierra Morena e si concluderà il 5 ottobre con il Rally di Croazia.
Le squadre e gli equipaggi gareggiano in otto eventi e saranno assegnati i titoli continentali piloti, copiloti e squadre. Come di consueto sono utilizzate auto conformi ai regolamenti del gruppo R e la massima categoria di vetture ammesse a gareggiare è la Rally2 (ex R5), ovvero quella immediatamente inferiore alla Rally1, protagonista del campionato del mondo rally.
La serie è supportata dalle categorie ERC-3, riservata a vetture di classe Rally3, e ERC-4, per vetture delle classi Rally4 e Rally5 a due ruote motrici, il trofeo ERC Junior, dedicato ai piloti che non abbiano superato i 27 anni di età al 1º gennaio 2024, da disputarsi a eventi selezionati, il trofeo ERC Tyre Suppliers, dedicato ai fornitori degli pneumatici, ed il Fiesta Rally3 Trophy. Inoltre quest'anno è stata introdotta una nuova categoria: la Master ERC, che comprende le stesse regole della stessa categoria del mondiale.

## Riepilogo
La coppia neozelandese formata da Hayden Paddon e John Kennard è campione in carica dopo aver conquistato il secondo titolo consecutivo nella precedente stagione a bordo di una Hyundai i20 N Rally2. La scuderia italiana BRC Racing Team, dello stesso equipaggio precedentemente citato, è la squadra campione uscente.

## Calendario
Il campionato, con i suoi otto appuntamenti, tocca altrettante nazioni europee.
| Tappa | Data               | Rally                                                        | Sede                    | Superficie |
| ----- | ------------------ | ------------------------------------------------------------ | ----------------------- | ---------- |
| 1     | 4-6 aprile         | 42° Rally Sierra Morena - Córdoba Patrimonio de la Humanidad | Cordova                 | Asfalto    |
| 2     | 9-11 maggio        | 6° Rally Hungary 2025                                        | Veszprém                | Sterrato   |
| 3     | 30 maggio-1 giugno | 3rd BAUHAUS Royal Rally of Scandinavia                       | Karlstad                | Sterrato   |
| 4     | 13-15 giugno       | 81st ORLEN OIL Rally Poland - Rajd Polski                    | Mikołajki               | Sterrato   |
| 5     | 4-6 luglio         | 13° Rally di Roma Capitale                                   | Fiuggi                  | Asfalto    |
| 6     | 15-17 agosto       | 54. Barum Czech Rally Zlín                                   | Zlín                    | Asfalto    |
| 7     | 5-9 settembre      | 5th JDS Machinery Rali Ceredigion                            | Ceredigion, Aberystwyth | Asfalto    |
| 8     | 3-5 ottobre        | Croatia Rally 2025                                           | Zagabria                | Asfalto    |

## Cambiamenti rispetto alla stagione 2024
Ecco una panoramica di alcune delle novità della stagione:
- Nuovo rally, il "Rally Sierra Morena - Córdoba Patrimonio de la Umanidad" entra a far parte dell'ERC per la prima volta come nuovo inizio di stagione in Andalusia, Spagna, dal 3 - 6 aprile;
- Ritorni dei Rally, il Rally di Polonia è tornato nell'ERC dopo un anno di pausa dopo la sua organizzazione di una gara del Campionato del mondo rally 2024. Anche il Rally di Croazia torna all'ERC per la prima volta dal 2013;
- Calendario Junior, il Rally di Roma Capitale ed il Rally Barum Zlín tornano nella rosa dei Junior ERC dopo essere mancati nel 2024. Nell'ambito della rotazione del calendario ERC Junior, il Rally di Scandinavia ed il Rally Ceredigion non sono stati presenti nel programma ERC Junior nel 2025;
- Lunghezza minima dello stage di qualificazione, data la stretta concorrenza nell'ERC, lo stage di qualificazione deve avere una lunghezza minima di sei chilometri per dare maggiore importanza a questo elemento cruciale di un evento ERC. Con il requisito del Parc Fermé dopo la qualificazione eliminata, i contendenti alla qualificazione possono partecipare allo shakedown se lo desiderano;
- Tutti insieme, i concorrenti iscritti all'ERC correranno insieme nei rispettivi gruppi di categoria per la durata dell'evento. Gli equipaggi ERC andranno per primi seguiti da ERC3, Junior ERC e ERC4. Piloti non prioritari saranno i seguenti;
- Master ERC, dopo il successo della WRC Master Cup, il Campionato FIA Master ERC è una nuova aggiunta all'ERC per i piloti oltre i 50 anni all'inizio della stagione;
- Tutela ambientale, tutti gli eventi ERC devono avere almeno due stelle di accreditamento ambientale FIA. Tutti i team ERC registrati devono ottenere l'accreditamento di una stella e tutti i fornitori di pneumatici ERC devono ottenere tre stelle;
- Premio Fiesta Rally3 Trophy, il vincitore del trofeo ERC Fiesta Rally3 ha avuto un'uscita completamente finanziata in una Fiesta Rally2 al Rally Ceredigion come premio;
- Maggiore sostegno ai produttori, Škoda e Stellantis hanno potenziato i programmi di incentivazione ERC per il 2025. Škoda Motorsport ha ampliato la sua iniziativa di premi per i clienti per le squadre registrate che competono con qualsiasi variante della Škoda Fabia Rally2. Saranno ammissibili a €40.000 in buoni premio per evento, nonché a €90.000 di sconto sull'acquisto di una nuova Škoda Fabia RS Rally2 alla fine della stagione. Nel frattempo, il vincitore della Stellantis Motorsport Rally Cup IRE & UK può contare su un pacchetto premio per una campagna ERC nel 2026 del valore di €40.000 da utilizzare in Junior ERC o ERC4, a seconda della loro età. Lancia, con la nuova Ypilson Rally4, premierà il campione italiano Junior 2025 con un drive finanziato con il team ufficiale Lancia in Junior ERC nel 2026, che segna il ritorno dell'iconico costruttore all'ERC.

## Squadre e piloti
Al campionato possono partecipare equipaggi a bordo di vetture la cui massima categoria sia la Rally2 e/o la R5, entrambe appartenenti alla classe RC2 (il secondo livello del rallysmo mondiale), la quale rappresenta pertanto l'élite in seno al campionato europeo; (M) indica che il/la concorrente è iscritto/a anche alla categoria Master ERC, cui possono partecipare soltanto coloro i quali sono nati il o prima del 1º gennaio 1975.
| Squadre iscritte al campionato costruttori | Squadre iscritte al campionato costruttori | Squadre iscritte al campionato costruttori | Squadre iscritte al campionato costruttori | Squadre iscritte al campionato costruttori | Squadre iscritte al campionato costruttori | Squadre iscritte al campionato costruttori |
| Costruttori                                | Auto                                       | Squadre                                    | Pneumatici                                 | Piloti                                     | Copiloti                                   | Gare                                       |
| ------------------------------------------ | ------------------------------------------ | ------------------------------------------ | ------------------------------------------ | ------------------------------------------ | ------------------------------------------ | ------------------------------------------ |
| Ford                                       | Ford Fiesta Rally2                         | M-Sport Ford WRT                           | P                                          | Jon Armstrong                              | Shane Byrne                                | 1-6                                        |
| Ford                                       | Ford Fiesta Rally2                         | B-A Promotion Kft.                         | P                                          | András Hadik (M)                           | István Juhász                              | 1-2, 4-5                                   |
| Ford                                       | Ford Fiesta Rally2                         | Past Racing                                | H                                          | Daniel Alonso Villarón (M)                 | Rubén Arboleya Gutiérrez                   | 1                                          |
| Škoda                                      | Škoda Fabia RS Rally2                      | Team MRF Tyres                             | M                                          | Simone Tempestini                          | Sergiu Itu                                 | 1-6                                        |
| Škoda                                      | Škoda Fabia RS Rally2                      | Team MRF Tyres                             | M                                          | Mārtiņš Sesks                              | Renārs Francis                             | 4                                          |
| Škoda                                      | Škoda Fabia RS Rally2                      | Team MRF Tyres                             | M                                          | Chris Ingram                               | Alexander Kihurani                         | 6                                          |
| Škoda                                      | Škoda Fabia RS Rally2                      | Auto Podbabská Škoda PSG ACCR Team         | M                                          | Dominik Stříteský                          | Igor Bacigál                               | 1-2                                        |
| Škoda                                      | Škoda Fabia RS Rally2                      | Auto Podbabská Škoda PSG ACCR Team         | M                                          | Dominik Stříteský                          | Ondřej Krajča                              | 5                                          |
| Škoda                                      | Škoda Fabia RS Rally2                      | Auto Podbabská Škoda PSG ACCR Team         | M                                          | Dominik Stříteský                          | Ladislav Kučera                            | 6                                          |
| Škoda                                      | Škoda Fabia RS Rally2                      | J2X Rally Team                             | M                                          | Nikolay Gryazin                            | Konstantin Aleksandrov                     | 1                                          |
| Škoda                                      | Škoda Fabia RS Rally2                      | J2X Rally Team                             | M                                          | Jarosław Kołtun                            | Ireneusz Pleskot                           | 1-2, 4-6                                   |
| Škoda                                      | Škoda Fabia RS Rally2                      | J2X Rally Team                             | M                                          | Zbigniew Gabryś (M)                        | Daniel Dymurski                            | 4                                          |
| Škoda                                      | Škoda Fabia RS Rally2                      | J2X Rally Team                             | M                                          | Tomáš Kurka (M)                            | Karel Vajík                                | 6                                          |
| Škoda                                      | Škoda Fabia RS Rally2                      | Recalvi Team                               | M                                          | José Antonio Suárez                        | Alberto Iglesias Pin                       | 1                                          |
| Škoda                                      | Škoda Fabia RS Rally2                      | Topp-Cars Rally Team                       | M                                          | Martin László                              | Viktor Bán                                 | 1-2, 4                                     |
| Škoda                                      | Škoda Fabia RS Rally2                      | Agrotec Škoda Rally Team                   | M                                          | Jan Kopecký                                | Jiří Hovorka                               | 6                                          |
| Škoda                                      | Škoda Fabia RS Rally2                      | Topp-Cars Rally Team                       | P                                          | Henning Solberg (M)                        | Stéphane Prévot                            | 3                                          |
| Škoda                                      | Škoda Fabia RS Rally2                      | Proformance Service Kft Team Staff House   | P                                          | Norbert Herczig                            | Ramón Ferencz                              | 2, 5                                       |
| Škoda                                      | Škoda Fabia RS Rally2                      | Borsod Talent MSE                          | P                                          | Gábor Német                                | Gergely Németh                             | 2                                          |
| Škoda                                      | Škoda Fabia RS Rally2                      | Treff-Autóház Kft.                         | P                                          | Sasa (M)                                   | Rebeka Ollé                                | 3                                          |
| Škoda                                      | Škoda Fabia RS Rally2                      | Turán Motorsport SE                        | P                                          | Jarosław Szeja                             | Marcin Szeja                               | 4                                          |
| Škoda                                      | Škoda Fabia RS Rally2                      | Autospektrum Škoda Team                    | P                                          | Filip Kohn                                 | Ross Whittock                              | 6                                          |
| Škoda                                      | Škoda Fabia RS Rally2                      | Turán Motorsport SE                        | H                                          | Frigyes Turán (M)                          | Gábor Zsiros                               | 2                                          |
| Škoda                                      | Škoda Fabia RS Rally2                      | Ba-Ro Motorsport                           | H                                          | Miklós Bujdos (M)                          | Tamás Csontos                              | 2                                          |
| Škoda                                      | Škoda Fabia RS Rally2                      | Topp-Cars Rally Team                       | H                                          | Zoltán László (M)                          | György Kocsis                              | 5-6                                        |
| Škoda                                      | Škoda Fabia RS Rally2                      | Kowax DST Racing                           | H                                          | Martin Vlček (M)                           | Jakub Kunst                                | 6                                          |
| Škoda                                      | Škoda Fabia RS Rally2                      | Samohýl Škoda Team                         | H                                          | Adam Březík                                | Ondřej Krajča                              | 6                                          |
| Škoda                                      | Škoda Fabia Rally2 evo                     | Treff-Autóház Kft.                         | P                                          | Sasa (M)                                   | Rebeka Ollé                                | 2, 4                                       |
| Škoda                                      | Škoda Fabia Rally2 evo                     | Tradepol Rally Team                        | P                                          | Tomasz Ociepa (M)                          | Paweł Pochroń                              | 2, 4                                       |
| Škoda                                      | Škoda Fabia Rally2 evo                     | Borsod Talent MSE                          | P                                          | Piotr Krotoszyński                         | Łukasz Jastrzębski                         | 4                                          |
| Škoda                                      | Škoda Fabia Rally2 evo                     | Turán Motorsport SE                        | P                                          | Piotr Krotoszyński                         | Marcin Szeja                               | 5                                          |
| Škoda                                      | Škoda Fabia Rally2 evo                     | Top Trans Highway s.r.o.                   | H                                          | David Tomek                                | Vítězslav Baďura                           | 2, 4-6                                     |
| Škoda                                      | Škoda Fabia Rally2 evo                     | J2X Rally Team                             | H                                          | Emil Lindholm                              | Reeta Hämäläinen                           | 5                                          |
| Škoda                                      | Škoda Fabia Rally2 evo                     | Kowax DST Racing                           | M                                          | Łukasz Byśkiniewicz                        | Daniel Siatkowski                          | 4                                          |
| Škoda                                      | Škoda Fabia R5                             | Pécsi Sport Nonprofit Zrt.                 | P                                          | Krzysztof Bubik                            | Adrian Sadowski                            | 4                                          |
| Citroën                                    | Citroën C3 Rally2                          | TRT Rally Team                             | M                                          | Mads Østberg                               | Torstein Eriksen                           | 1-2, 5                                     |
| Citroën                                    | Citroën C3 Rally2                          | TRT Rally Team                             | M                                          | Mads Østberg                               | Lucas Karlsson                             | 3, 6                                       |
| Citroën                                    | Citroën C3 Rally2                          | TRT Rally Team                             | M                                          | Mads Østberg                               | Giovanni Bernacchini                       | 4                                          |
| Citroën                                    | Citroën C3 Rally2                          | Citroën Rally Team                         | P                                          | Unai de La Dehesa                          | Daniel Sosa Ojeda                          | 1                                          |
| Citroën                                    | Citroën C3 Rally2                          | IS Racing                                  | P                                          | Jakub Brzeziński                           | Jakub Gerber                               | 4                                          |
| Citroën                                    | Citroën C3 Rally2                          | F.P.F. Sport                               | P                                          | Andrea Crugnola                            | Pietro Elia Ometto                         | 5                                          |
| Citroën                                    | Citroën C3 Rally2                          | EuroOil Team                               | P                                          | Václav Pech Jr.                            | Petr Uhel                                  | 6                                          |
| Citroën                                    | Citroën C3 Rally2                          | Team MRF Tyres                             | M                                          | Miklós Csomós                              | Attila Nagy                                | 2                                          |
| Citroën                                    | Citroën C3 Rally2                          | Team MRF Tyres                             | M                                          | Max McRae                                  | Cameron Fair                               | 2                                          |
| Citroën                                    | Citroën C3 Rally2                          | MRF Tyres Dealer Team                      | M                                          | Max McRae                                  | Cameron Fair                               | 3-6                                        |
| Hyundai                                    | Hyundai i20 N Rally2                       | Kowax DST Racing                           | M                                          | Simon Wagner                               | Hanna Ostlender                            | 1-2, 5-6                                   |
| Hyundai                                    | Hyundai i20 N Rally2                       | Kowax DST Racing                           | M                                          | Dariusz Biedrzyński (M)                    | Rafał Fiołek                               | 1, 5-6                                     |
| Hyundai                                    | Hyundai i20 N Rally2                       | Kowax DST Racing                           | M                                          | Erik Cais                                  | Daniel Trunkát                             | 6                                          |
| Hyundai                                    | Hyundai i20 N Rally2                       | Kowax DST Racing                           | P                                          | Martin Vlček (M)                           | Jakub Kunst                                | 1-4                                        |
| Hyundai                                    | Hyundai i20 N Rally2                       | Kowax DST Racing                           | P                                          | Dariusz Biedrzyński (M)                    | Rafał Fiołek                               | 2-4                                        |
| Hyundai                                    | Hyundai i20 N Rally2                       | Hyundai Motor España                       | P                                          | Pepe López                                 | David Vázquez                              | 1                                          |
| Hyundai                                    | Hyundai i20 N Rally2                       | Pécsi Sport Nonprofit Zrt.                 | H                                          | Antal Kovács                               | Richárd Csáki                              | 2                                          |
| Hyundai                                    | Hyundai i20 N Rally2                       | Kowax DST Racing                           | H                                          | Martin Vlček (M)                           | Jakub Kunst                                | 5                                          |
| Hyundai                                    | Hyundai i20 N Rally2                       | Team MRF Tyres                             | M                                          | Stéphane Lefebvre                          | Andy Malfoy                                | 1                                          |
| Hyundai                                    | Hyundai i20 N Rally2                       | Team MRF Tyres                             | M                                          | James Williams                             | Ross Whittock                              | 1                                          |
| Toyota                                     | Toyota GR Yaris Rally2                     | Proformance Service Kft Team Staff House   | P                                          | Norbert Herczig                            | Ramón Ferencz                              | 1                                          |
| Toyota                                     | Toyota GR Yaris Rally2                     | T-Racing                                   | P                                          | Fabio Andolfi                              | Marco Menchini                             | 5                                          |
| Toyota                                     | Toyota GR Yaris Rally2                     | Team MRF Tyres                             | M                                          | Roope Korhonen                             | Anssi Viinikka                             | 2-5                                        |
| Toyota                                     | Toyota GR Yaris Rally2                     | Team MRF Tyres                             | M                                          | Jan Solans                                 | Rodrigo Sanjuan                            | 5                                          |
| Toyota                                     | Toyota GR Yaris Rally2                     | Team MRF Tyres                             | M                                          | Benjamin Korhola                           | Kristian Temonen                           | 5                                          |
| Toyota                                     | Toyota GR Yaris Rally2                     | Team MRF Tyres                             | M                                          | Stéphane Lefebvre                          | Andy Malfoy                                | 6                                          |
| Toyota                                     | Toyota GR Yaris Rally2                     | MRF Tyres Dealer Team                      | M                                          | Stéphane Lefebvre                          | Andy Malfoy                                | 3-4                                        |
| Toyota                                     | Toyota GR Yaris Rally2                     | ACCR Toyota Dolák                          | H                                          | Filip Mareš                                | Radovan Bucha                              | 6                                          |
| Volkswagen                                 | Volkswagen Polo GTI R5                     | Team MRF Tyres                             | M                                          | Frank Tore Larsen                          | Lars-Håkon Lundgreen                       | 3                                          |
| Fonti:                                     |                                            |                                            |                                            |                                            |                                            |                                            |

| Iscritti al campionato ERC come privati | Iscritti al campionato ERC come privati | Iscritti al campionato ERC come privati | Iscritti al campionato ERC come privati | Iscritti al campionato ERC come privati | Iscritti al campionato ERC come privati |
| Costruttori                             | Auto                                    | Pneumatici                              | Piloti                                  | Copiloti                                | Gare                                    |
| --------------------------------------- | --------------------------------------- | --------------------------------------- | --------------------------------------- | --------------------------------------- | --------------------------------------- |
| Citroën                                 | Citroën C3 Rally2                       | M                                       | Efrén Llarena                           | Sara Fernández                          | 1                                       |
| Citroën                                 | Citroën C3 Rally2                       | M                                       | Yoann Bonato                            | Benjamin Boulloud                       | 1                                       |
| Citroën                                 | Citroën C3 Rally2                       | H                                       | Maxime Potty                            | Renaud Herman                           | 1                                       |
| Citroën                                 | Citroën C3 Rally2                       | H                                       | Norbert Maior                           | Francesca Maria Maior                   | 2                                       |
| Citroën                                 | Citroën C3 Rally2                       | H                                       | Rachele Somaschini                      | Giulia Zanchetta                        | 5                                       |
| Škoda                                   | Škoda Fabia RS Rally2                   | M                                       | Mikołaj Marczyk                         | Szymon Gospodarczyk                     | 1-6                                     |
| Škoda                                   | Škoda Fabia RS Rally2                   | M                                       | Jakub Matulka                           | Damian Syty                             | 1-6                                     |
| Škoda                                   | Škoda Fabia RS Rally2                   | M                                       | Philip Allen                            | Craig Drew                              | 1-6                                     |
| Škoda                                   | Škoda Fabia RS Rally2                   | M                                       | Bogdan Cuzma                            | Marc Banca                              | 2                                       |
| Škoda                                   | Škoda Fabia RS Rally2                   | M                                       | Simone Campedelli                       | Tania Canton                            | 5                                       |
| Škoda                                   | Škoda Fabia RS Rally2                   | P                                       | Andrea Mabellini                        | Virginia Lenzi                          | 1-6                                     |
| Škoda                                   | Škoda Fabia RS Rally2                   | P                                       | Jos Verstappen (M)                      | Renaud Jamoul                           | 1-5                                     |
| Škoda                                   | Škoda Fabia RS Rally2                   | P                                       | Roberto Blach Jr.                       | Mauro Barreiro                          | 1-2, 4-5                                |
| Škoda                                   | Škoda Fabia RS Rally2                   | P                                       | Grzegorz Grzyb                          | Adam Binięda                            | 4                                       |
| Škoda                                   | Škoda Fabia RS Rally2                   | P                                       | Giandomenico Basso (M)                  | Lorenzo Granai                          | 5                                       |
| Škoda                                   | Škoda Fabia RS Rally2                   | P                                       | Boštjan Avbelj                          | Elia De Guio                            | 5                                       |
| Škoda                                   | Škoda Fabia RS Rally2                   | P                                       | Roberto Daprà                           | Luca Guglielmetti                       | 5                                       |
| Škoda                                   | Škoda Fabia RS Rally2                   | P                                       | Antonio Rusce (M)                       | Gabriele Zanni                          | 5                                       |
| Škoda                                   | Škoda Fabia RS Rally2                   | P                                       | Davide Porta                            | Andrea Quistini                         | 5                                       |
| Škoda                                   | Škoda Fabia RS Rally2                   | P                                       | Vittorio Ceccato (M)                    | Paolo Garavaldi                         | 5                                       |
| Škoda                                   | Škoda Fabia RS Rally2                   | H                                       | Robert Virves                           | Jakko Viilo                             | 1                                       |
| Škoda                                   | Škoda Fabia RS Rally2                   | H                                       | Isak Reiersen                           | Stefan Gustavsson                       | 2-4                                     |
| Škoda                                   | Škoda Fabia RS Rally2                   | H                                       | Mille Johansson                         | Johan Grönvall                          | 3-4, 6                                  |
| Škoda                                   | Škoda Fabia RS Rally2                   | H                                       | Ján Kundlák                             | Peter Baran                             | 6                                       |
| Škoda                                   | Škoda Fabia Rally2 evo                  | H                                       | Mille Johansson                         | Johan Grönvall                          | 1, 5                                    |
| Škoda                                   | Škoda Fabia Rally2 evo                  | P                                       | Wojciech Musiał (M)                     | Konrad Dudziński                        | 4                                       |
| Škoda                                   | Škoda Fabia R5                          | P                                       | Tommi Jylhä                             | Mika Nevanpää                           | 3                                       |
| Toyota                                  | Toyota GR Yaris Rally2                  | P                                       | Eyvind Brynildsen                       | Jørn Listerud                           | 3                                       |
| Toyota                                  | Toyota GR Yaris Rally2                  | P                                       | Marco Signor                            | Daniele Michi                           | 5                                       |
| Toyota                                  | Toyota GR Yaris Rally2                  | M                                       | Efrén Llarena                           | Sara Fernández                          | 5                                       |
| Ford                                    | Ford Fiesta Rally2                      | H                                       | Eamonn Boland (M)                       | MJ                                      | 5                                       |
| Fonti:                                  |                                         |                                         |                                         |                                         |                                         |

## Risultati e statistiche

### ERC
| Gara | Nome rally                                                                | Vincitori | Vincitori                              | Vincitori                               | Vincitori | Statistiche | Statistiche | Statistiche | Statistiche | Statistiche |
| Gara | Nome rally                                                                | Nº        | Pilota e copilota                      | Squadra e vettura                       | Tempo     | Speciali    | Lunghezza   | Iscritti    | Partiti     | Arrivati    |
| ---- | ------------------------------------------------------------------------- | --------- | -------------------------------------- | --------------------------------------- | --------- | ----------- | ----------- | ----------- | ----------- | ----------- |
| 1    | 42° Rally Sierra Morena - Córdoba Patrimonio de la Humanidad (4-6 aprile) | 11        | Nikolay Gryazin Konstantin Aleksandrov | J2X Rally Team (Škoda Fabia RS Rally2)  | 2h01'49"5 | 13          | 209,96 km   | 82          | 80          | 59          |
| 2    | 6° Rally Hungary (9-11 maggio)                                            | 1         | Roope Korhonen Anssi Viinikka          | Team MRF Tyres (Toyota GR Yaris Rally2) | 1h50'30"7 | 13          | 190,91 km   | 67          | 66          | 42          |
| 3    | 3° BAUHAUS Royal Rally of Scandinavia (29-31 maggio)                      | 19        | Eyvind Brynildsen Jørn Listerud        | privato (Toyota GR Yaris Rally2)        | 1h33'40"8 | 17          | 184,38 km   | 33          | 33          | 29          |
| 4    | 81st ORLEN OIL Rally Poland - Rajd Polski (13-15 giugno)                  | 2         | Mārtiņš Sesks Renārs Francis           | Team MRF Tyres (Škoda Fabia RS Rally2)  | 1h37'56"4 | 14          | 189,60 km   | 63          | 60          | 43          |
| 5    | 13° Rally di Roma Capitale (4-6 luglio)                                   | 23        | Giandomenico Basso Lorenzo Granai      | privato (Škoda Fabia RS Rally2)         | 2h04'11"2 | 13          | 207,82 km   | 103         | 98          | 78          |

### ERC-3
| Gara | Nome rally                                                                | Vincitori | Vincitori                          | Vincitori                         | Vincitori | Statistiche | Statistiche | Statistiche | Statistiche | Statistiche |
| Gara | Nome rally                                                                | Nº        | Pilota e copilota                  | Squadra e vettura                 | Tempo     | Speciali    | Lunghezza   | Iscritti    | Partiti     | Arrivati    |
| ---- | ------------------------------------------------------------------------- | --------- | ---------------------------------- | --------------------------------- | --------- | ----------- | ----------- | ----------- | ----------- | ----------- |
| 1    | 42° Rally Sierra Morena - Córdoba Patrimonio de la Humanidad (4-6 aprile) | 34        | Tristan Charpentier Florian Barral | privato (Ford Fiesta Rally3)      | 2h13'43"  | 13          | 209,96 km   | 11          | 10          | 9           |
| 2    | 6° Rally Hungary (9-11 maggio)                                            | 35        | Igor Widłak Daniel Dymurski        | Grupa PGS RT (Ford Fiesta Rally3) | 2h02'16"9 | 13          | 190,91 km   | 13          | 13          | 9           |
| 3    | 3° BAUHAUS Royal Rally of Scandinavia (29-31 maggio)                      | 25        | Tymoteusz Abramowski Jakub Wróbel  | privato (Ford Fiesta Rally3)      | 1h38'27"3 | 17          | 184,38 km   | 8           | 8           | 6           |
| 4    | 81st ORLEN OIL Rally Poland - Rajd Polski (13-15 giugno)                  | 35        | Tymoteusz Abramowski Jakub Wróbel  | privato (Ford Fiesta Rally3)      | 1h46'15"9 | 14          | 189,60 km   | 13          | 13          | 11          |
| 5    | 13° Rally di Roma Capitale (4-6 luglio)                                   | 41        | Tymoteusz Abramowski Jakub Wróbel  | privato (Ford Fiesta Rally3)      | 2h14'14"8 | 13          | 207,82 km   | 11          | 11          | 8           |

### ERC-4
| Gara | Nome rally                                                                | Vincitori | Vincitori                        | Vincitori                                        | Vincitori | Statistiche | Statistiche | Statistiche | Statistiche | Statistiche |
| Gara | Nome rally                                                                | Nº        | Pilota e copilota                | Squadra e vettura                                | Tempo     | Speciali    | Lunghezza   | Iscritti    | Partiti     | Arrivati    |
| ---- | ------------------------------------------------------------------------- | --------- | -------------------------------- | ------------------------------------------------ | --------- | ----------- | ----------- | ----------- | ----------- | ----------- |
| 1    | 42° Rally Sierra Morena - Córdoba Patrimonio de la Humanidad (4-6 aprile) | 48        | Sergi Pérez Jr. Axel Coronado    | RACC Motorsport (Peugeot 208 Rally4)             | 2h11'57"4 | 13          | 209,96 km   | 24          | 24          | 20          |
| 2    | 6° Rally Hungary (9-11 maggio)                                            | 45        | Calle Carlberg Jørgen Eriksen    | ADAC Opel Rallye Junior Team (Opel Corsa Rally4) | 2h03'47"6 | 13          | 190,91 km   | 23          | 22          | 14          |
| 3    | 3° BAUHAUS Royal Rally of Scandinavia (29-31 maggio)                      | 29        | Victor Hansen Ditte Kammersgaard | privato (Peugeot 208 Rally4)                     | 2h48'03"8 | 17          | 184,38 km   | 1           | 1           | 1           |
| 4    | 81st ORLEN OIL Rally Poland - Rajd Polski (13-15 giugno)                  | 46        | Calle Carlberg Jørgen Eriksen    | ADAC Opel Rallye Junior Team (Opel Corsa Rally4) | 1h50'58"9 | 14          | 189,60 km   | 18          | 16          | 12          |
| 5    | 13° Rally di Roma Capitale (4-6 luglio)                                   | 53        | Calle Carlberg Jørgen Eriksen    | ADAC Opel Rallye Junior Team (Opel Corsa Rally4) | 2h15'37"6 | 13          | 207,82 km   | 36          | 35          | 26          |

### ERC Junior
| Gara | Nome rally                                                                | Vincitori | Vincitori                     | Vincitori                                        | Vincitori | Statistiche | Statistiche | Statistiche | Statistiche | Statistiche |
| Gara | Nome rally                                                                | Nº        | Pilota e copilota             | Squadra e vettura                                | Tempo     | Speciali    | Lunghezza   | Iscritti    | Partiti     | Arrivati    |
| ---- | ------------------------------------------------------------------------- | --------- | ----------------------------- | ------------------------------------------------ | --------- | ----------- | ----------- | ----------- | ----------- | ----------- |
| 1    | 42° Rally Sierra Morena - Córdoba Patrimonio de la Humanidad (4-6 aprile) | 48        | Sergi Pérez Jr. Axel Coronado | RACC Motorsport (Peugeot 208 Rally4)             | 2h11'57"4 | 13          | 209,96 km   | 20          | 20          | 17          |
| 2    | 6° Rally Hungary (9-11 maggio)                                            | 45        | Calle Carlberg Jørgen Eriksen | ADAC Opel Rallye Junior Team (Opel Corsa Rally4) | 2h03'47"6 | 13          | 190,91 km   | 21          | 20          | 13          |
| 3    | 81st ORLEN OIL Rally Poland - Rajd Polski (13-15 giugno)                  | 46        | Calle Carlberg Jørgen Eriksen | ADAC Opel Rallye Junior Team (Opel Corsa Rally4) | 1h50'58"9 | 14          | 189,60 km   | 17          | 16          | 12          |
| 4    | 13° Rally di Roma Capitale (4-6 luglio)                                   | 53        | Calle Carlberg Jørgen Eriksen | ADAC Opel Rallye Junior Team (Opel Corsa Rally4) | 2h15'37"6 | 13          | 207,82 km   | 15          | 14          | 11          |

### Master ERC
| Gara | Nome rally                                                                | Vincitori | Vincitori                         | Vincitori                                    | Vincitori | Statistiche | Statistiche | Statistiche | Statistiche | Statistiche |
| Gara | Nome rally                                                                | Nº        | Pilota e copilota                 | Squadra e vettura                            | Tempo     | Speciali    | Lunghezza   | Iscritti    | Partiti     | Arrivati    |
| ---- | ------------------------------------------------------------------------- | --------- | --------------------------------- | -------------------------------------------- | --------- | ----------- | ----------- | ----------- | ----------- | ----------- |
| 1    | 42° Rally Sierra Morena - Córdoba Patrimonio de la Humanidad (4-6 aprile) | 23        | Jos Verstappen Renaud Jamoul      | privato (Škoda Fabia RS Rally2)              | 2h07'15"3 | 13          | 209,96 km   | 5           | 5           | 4           |
| 2    | 6° Rally Hungary (9-11 maggio)                                            | 27        | Sasa Rebeka Ollé                  | Treff-Autóház Kft. (Škoda Fabia Rally2 evo)  | 1h57'04"6 | 13          | 190,91 km   | 9           | 9           | 7           |
| 3    | 3° BAUHAUS Royal Rally of Scandinavia (29-31 maggio)                      | 20        | Henning Solberg Stéphane Prévot   | Topp-Cars Rally Team (Škoda Fabia RS Rally2) | 1h39'06"3 | 17          | 184,38 km   | 5           | 5           | 4           |
| 4    | 81st ORLEN OIL Rally Poland - Rajd Polski (13-15 giugno)                  | 18        | András Hadik István Juhász        | B-A Promotion Kft. (Ford Fiesta Rally2)      | 1h46'46"9 | 14          | 189,60 km   | 8           | 8           | 2           |
| 5    | 13° Rally di Roma Capitale (4-6 luglio)                                   | 23        | Giandomenico Basso Lorenzo Granai | privato (Škoda Fabia RS Rally2)              | 2h04'11"2 | 13          | 207,82 km   | 11          | 10          | 9           |

### Fiesta Rally3 Trophy
| Gara | Nome rally                                                                | Vincitori | Vincitori                          | Vincitori                         | Vincitori | Statistiche | Statistiche | Statistiche | Statistiche | Statistiche |
| Gara | Nome rally                                                                | Nº        | Pilota e copilota                  | Squadra                           | Tempo     | Speciali    | Lunghezza   | Iscritti    | Partiti     | Arrivati    |
| ---- | ------------------------------------------------------------------------- | --------- | ---------------------------------- | --------------------------------- | --------- | ----------- | ----------- | ----------- | ----------- | ----------- |
| 1    | 42° Rally Sierra Morena - Córdoba Patrimonio de la Humanidad (4-6 aprile) | 34        | Tristan Charpentier Florian Barral | privato                           | 2h13'43"  | 13          | 209,96 km   | 6           | 6           | 6           |
| 2    | 6° Rally Hungary (9-11 maggio)                                            | 35        | Igor Widłak Daniel Dymurski        | Grupa PGS RT (Ford Fiesta Rally3) | 2h02'16"9 | 13          | 190,91 km   | 9           | 9           | 6           |
| 3    | 81st ORLEN OIL Rally Poland - Rajd Polski (13-15 giugno)                  | 35        | Tymoteusz Abramowski Jakub Wróbel  | privato (Ford Fiesta Rally3)      | 1h46'15"9 | 14          | 189,60 km   | 10          | 10          | 8           |
| 4    | 13° Rally di Roma Capitale (4-6 luglio)                                   | 41        | Tymoteusz Abramowski Jakub Wróbel  | privato (Ford Fiesta Rally3)      | 2h14'14"8 | 13          | 207,82 km   | 8           | 8           | 6           |

## Classifiche

### Punteggio
I punti per i campionati piloti e copiloti di ogni serie, ad eccezione del Junior ERC dove saranno validi soltanto per i piloti, sono assegnati ai primi quindici equipaggi classificati. Per quanto riguarda la power stage, i punti assegnati ai primi cinque classificati varranno soltanto per il campionato principale. Nelle serie ERC, ERC3 ed ERC4 saranno conteggiati i migliori sette risultati sugli otto a disposizione; per il campionato Junior ERC verranno invece presi in considerazione i migliori cinque sui sei totali.
| Posizione finale | 1ª | 2ª | 3ª | 4ª | 5ª | 6ª | 7ª | 8ª | 9ª | 10ª | 11ª | 12ª | 13ª | 14ª | 15ª |
| Punti            | 30 | 24 | 21 | 19 | 17 | 15 | 13 | 11 | 9  | 7   | 5   | 4   | 3   | 2   | 1   |

| Posizione nella Power stage | 1ª | 2ª | 3ª | 4ª | 5ª |
| Punti                       | 5  | 4  | 3  | 2  | 1  |

A parità di punteggio, nelle classifiche generali prevale chi ha ottenuto il miglior risultato e/o il maggior numero di essi.

### Classifica generale piloti
La seguente classifica generale tiene conto soltanto dei piloti iscritti al campionato ERC e/o alle sue serie minori (ERC3, ERC4 e Junior ERC).
| Pos. | Pilota               | SIE | UNG | SCA | POL | ROM | BAR | CER | CRO | Punti |
| ---- | -------------------- | --- | --- | --- | --- | --- | --- | --- | --- | ----- |
| 1    | Mikołaj Marczyk      | 53  | 3   | 7   | 2   | 31  |     |     |     | 107   |
| 2    | Andrea Mabellini     | 41  | Rit | 42  | 84  | 25  |     |     |     | 85    |
| 3    | Mads Østberg         | 8   | 24  | 8   | 5   | 8   |     |     |     | 76    |
| 4    | Roope Korhonen       |     | 15  | 21  | Rit | Rit |     |     |     | 60    |
| 5    | Isak Reiersen        |     | 4   | 3   | 45  |     |     |     |     | 60    |
| 6    | Jon Armstrong        | Rit | 102 | 103 | 32  | 113 |     |     |     | 54    |
| 7    | Mille Johansson      | 7   |     | 6   | 7   | 15  |     |     |     | 42    |
| 8    | Mārtiņš Sesks        |     |     |     | 1   |     |     |     |     | 35    |
| 9    | Nikolay Gryazin      | 12  |     |     |     |     |     |     |     | 34    |
| 10   | Eyvind Brynildsen    |     |     | 15  |     |     |     |     |     | 31    |
| 11   | Giandomenico Basso   |     |     |     |     | 1   |     |     |     | 30    |
| 12   | Simone Tempestini    | Rit | Rit | 9   | 63  | Rit |     |     |     | 27    |
| 13   | Yoann Bonato         | 24  |     |     |     |     |     |     |     | 26    |
| 14   | Roberto Daprà        |     |     |     |     | 42  |     |     |     | 23    |
| 15   | José Antonio Suárez  | 35  |     |     |     |     |     |     |     | 22    |
| 16   | Andrea Crugnola      |     |     |     |     | 54  |     |     |     | 19    |
| 17   | Frank Tore Larsen    |     |     | 54  |     |     |     |     |     | 19    |
| 18   | Jakub Matulka        | 11  | Rit | 12  | 9   | Rit |     |     |     | 18    |
| 19   | Gábor Német          |     | 5   |     |     |     |     |     |     | 17    |
| 20   | Norbert Maior        |     | 6   |     |     |     |     |     |     | 15    |
| 21   | Pepe López           | 6   |     |     |     |     |     |     |     | 15    |
| 22   | Simone Campedelli    |     |     |     |     | 6   |     |     |     | 15    |
| 23   | Jos Verstappen       | 13  | 8   | Rit | Rit | WD  |     |     |     | 14    |
| 24   | Stéphane Lefebvre    | 9   |     | 11  | Rit |     |     |     |     | 14    |
| 25   | Efrén Llarena        | Rit |     |     |     | 7   |     |     |     | 13    |
| 26   | Sasa                 |     | 7   | 21  | Rit |     |     |     |     | 13    |
| 27   | Norbert Herczig      | Rit | 9   |     |     | 12  |     |     |     | 13    |
| 28   | Boštjan Avbelj       |     |     |     |     | 9   |     |     |     | 9     |
| 29   | Roberto Blach Jr.    | 12  | Rit |     | 14  | 14  |     |     |     | 8     |
| 30   | Krzysztof Bubik      |     |     |     | 10  |     |     |     |     | 7     |
| 31   | Dominik Stříteský    | Rit | Rit |     |     | 10  |     |     |     | 7     |
| 32   | Simon Wagner         | 10  |     |     |     | Rit |     |     |     | 7     |
| 33   | Philip Allen         | Rit | 321 | Rit | Rit | Rit |     |     |     | 5     |
| 34   | Antal Kovács         |     | 11  |     |     |     |     |     |     | 5     |
| 35   | Max McRae            |     | Rit | 24  | 11  | Rit |     |     |     | 5     |
| 36   | Jakub Brzeziński     |     |     |     | 12  |     |     |     |     | 4     |
| 37   | Igor Widłak          | 34  | 12  | 20  | 28  |     |     |     |     | 4     |
| 38   | Tymoteusz Abramowski | 26  | 36  | 13  | 15  | 21  |     |     |     | 4     |
| 39   | Márton Bertalan      |     | 13  |     |     |     |     |     |     | 3     |
| 40   | Marco Signor         |     |     |     |     | 13  |     |     |     | 3     |
| 41   | Łukasz Byśkiniewicz  |     |     |     | 13  |     |     |     |     | 3     |
| 42   | Ville Vatanen        |     | 16  | 14  | 17  |     |     |     |     | 2     |
| 43   | Martin Vlček         | 20  | 14  | 19  | Rit | 57  |     |     |     | 2     |
| 44   | Unai de La Dehesa    | 14  |     |     |     |     |     |     |     | 2     |
| 45   | András Hadik         | 15  | Rit |     | 20  | 50  |     |     |     | 1     |
| 46   | Hubert Kowalczyk     | 36  | 15  | Rit | 22  | 59  |     |     |     | 1     |
| 47   | Tristan Charpentier  | 22  | 27  | 15  | 18  | Rit |     |     |     | 1     |
| Pos. | Pilota               | SIE | UNG | SCA | POL | ROM | BAR | CER | CRO | Punti |

| Colore  | Risultato                |
| ------- | ------------------------ |
| Oro     | Vincitore                |
| Argento | 2º posto                 |
| Bronzo  | 3º posto                 |
| Verde   | Finito a punti           |
| Blu     | Finito senza punti       |
| Blu     | Non classificato (NC)    |
| Viola   | Ritirato (Rit)           |
| Nero    | Squalificato (SQ)        |
| Nero    | Escluso (ES)             |
| Bianco  | Non ha gareggiato        |
| Bianco  | Iscrizione ritirata (WD) |
| Bianco  | Non partito (NP)         |
| Bianco  | Gara cancellata (C)      |

### Classifica generale copiloti
La seguente classifica generale tiene conto soltanto dei copiloti iscritti al campionato ERC e/o alle sue serie minori (ERC3, ERC4 e Junior ERC).
| Pos. | Copilota               | SIE | UNG | SCA | POL | ROM | BAR | CER | CRO | Punti |
| ---- | ---------------------- | --- | --- | --- | --- | --- | --- | --- | --- | ----- |
| 1    | Szymon Gospodarczyk    | 53  | 3   | 7   | 2   | 31  |     |     |     | 107   |
| 2    | Virginia Lenzi         | 41  | Rit | 42  | 84  | 25  |     |     |     | 85    |
| 3    | Anssi Viinikka         |     | 15  | 21  | Rit | Rit |     |     |     | 60    |
| 4    | Stefan Gustavsson      |     | 4   | 3   | 45  |     |     |     |     | 60    |
| 5    | Shane Bryne            | Rit | 102 | 103 | 32  | 113 |     |     |     | 54    |
| 6    | Torstein Eriksen       | 8   | 24  |     |     | 8   |     |     |     | 48    |
| 7    | Johan Grönvall         | 7   |     | 6   | 7   | 15  |     |     |     | 42    |
| 8    | Renārs Francis         |     |     |     | 1   |     |     |     |     | 35    |
| 9    | Konstantin Aleksandrov | 12  |     |     |     |     |     |     |     | 34    |
| 10   | Jørn Listerud          |     |     | 15  |     |     |     |     |     | 31    |
| 11   | Lorenzo Granai         |     |     |     |     | 1   |     |     |     | 30    |
| 12   | Sergiu Itu             | Rit | Rit | 9   | 63  | Rit |     |     |     | 27    |
| 13   | Benjamin Boulloud      | 24  |     |     |     |     |     |     |     | 26    |
| 14   | Luca Guglielmetti      |     |     |     |     | 42  |     |     |     | 23    |
| 15   | Alberto Iglesias Pin   | 35  |     |     |     |     |     |     |     | 22    |
| 16   | Pietro Elia Ometto     |     |     |     |     | 54  |     |     |     | 19    |
| 17   | Lars-Håkon Lundgreen   |     |     | 54  |     |     |     |     |     | 19    |
| 18   | Damian Syty            | 11  | Rit | 12  | 9   | Rit |     |     |     | 18    |
| 19   | Giovanni Bernacchini   |     |     |     | 5   |     |     |     |     | 17    |
| 20   | Gergely Németh         |     | 5   |     |     |     |     |     |     | 17    |
| 21   | Francesca Maria Maior  |     | 6   |     |     |     |     |     |     | 15    |
| 22   | David Vázquez          | 6   |     |     |     |     |     |     |     | 15    |
| 23   | Tania Canton           |     |     |     |     | 6   |     |     |     | 15    |
| 24   | Renaud Jamoul          | 13  | 8   | Rit | Rit | WD  |     |     |     | 14    |
| 25   | Andy Malfoy            | 9   |     | 11  | Rit |     |     |     |     | 14    |
| 26   | Sara Fernández         | Rit |     |     |     | 7   |     |     |     | 13    |
| 27   | Rebeka Ollé            |     | 7   | 21  | Rit |     |     |     |     | 13    |
| 28   | Ramón Ferencz          | Rit | 9   |     |     | 12  |     |     |     | 13    |
| 29   | Lucas Karlsson         |     |     | 8   |     |     |     |     |     | 11    |
| 30   | Elia De Guio           |     |     |     |     | 9   |     |     |     | 9     |
| 31   | Mauro Barreiro         | 12  | Rit |     | 14  | 14  |     |     |     | 8     |
| 32   | Adrian Sadowski        |     |     |     | 10  |     |     |     |     | 7     |
| 33   | Ondřej Krajča          |     |     |     |     | 10  |     |     |     | 7     |
| 34   | Hanna Ostlender        | 10  |     |     |     |     |     |     |     | 7     |
| 35   | Craig Drew             | Rit | 321 | Rit | Rit | Rit |     |     |     | 5     |
| 36   | Richárd Csáki          |     | 11  |     |     |     |     |     |     | 5     |
| 37   | Cameron Fair           |     | Rit | 24  | 11  | Rit |     |     |     | 5     |
| 38   | Jakub Gerber           |     |     |     | 12  |     |     |     |     | 4     |
| 39   | Daniel Dymurski        | 34  | 12  | 20  | Rit | 59  |     |     |     | 4     |
| 40   | Jakub Wróbel           | 26  |     | 13  | 15  | 21  |     |     |     | 4     |
| 41   | Róbert Paizs           |     | 13  |     |     |     |     |     |     | 3     |
| 42   | Daniele Michi          |     |     |     |     | 13  |     |     |     | 3     |
| 43   | Daniel Siatkowski      |     |     |     | 13  |     |     |     |     | 3     |
| 44   | Jarno Ottman           |     | 16  | 14  | 17  |     |     |     |     | 2     |
| 45   | Jakub Kunst            | 20  | 14  | 19  | Rit | 57  |     |     |     | 2     |
| 46   | Daniel Sosa Ojeda      | 14  |     |     |     |     |     |     |     | 2     |
| 47   | István Juhász          | 15  | Rit |     | 20  | 50  |     |     |     | 1     |
| 48   | Jarosław Hryniuk       | 36  | 15  | Rit | 22  | 28  |     |     |     | 1     |
| 49   | Florian Barral         | 22  | 27  | 15  | 18  | Rit |     |     |     | 1     |
| Pos. | Copilota               | SIE | UNG | SCA | POL | ROM | BAR | CER | CRO | Punti |

| Colore  | Risultato                |
| ------- | ------------------------ |
| Oro     | Vincitore                |
| Argento | 2º posto                 |
| Bronzo  | 3º posto                 |
| Verde   | Finito a punti           |
| Blu     | Finito senza punti       |
| Blu     | Non classificato (NC)    |
| Viola   | Ritirato (Rit)           |
| Nero    | Squalificato (SQ)        |
| Nero    | Escluso (ES)             |
| Bianco  | Non ha gareggiato        |
| Bianco  | Iscrizione ritirata (WD) |
| Bianco  | Non partito (NP)         |
| Bianco  | Gara cancellata (C)      |

### Classifica generale a squadre
Al campionato a squadre possono essere iscritte a ogni evento sino a un massimo di tre vetture per scuderia ma soltanto le migliori due classificate marcheranno i punti per la classifica.
| Pos. | Squadra                                  | SIE | SIE | UNG | UNG | SCA | SCA | POL | POL | ROM | ROM | BAR | CER | CRO | Punti |
| ---- | ---------------------------------------- | --- | --- | --- | --- | --- | --- | --- | --- | --- | --- | --- | --- | --- | ----- |
| 1    | Team MRF Tyres                           | 5   | Rit | 1   | 24  | 1   | 2   | 1   | 4   | 7   | Rit |     |     |     | 163   |
| 2    | TRT Rally Team                           | 4   | 4   | 2   | 2   | 3   | 3   | 3   | 3   | 2   | 2   |     |     |     | 109   |
| 3    | M-Sport Ford WRT                         | Rit | Rit | 6   | 6   | 4   | 4   | 2   | 2   | 4   | 4   |     |     |     | 77    |
| 4    | Kowax DST Racing                         | 6   | 13  | 10  | 16  | 7   | 10  | 8   | 18  | 12  | 21  |     |     |     | 60    |
| 5    | J2X Rally Team                           | 1   | Rit | Rit | Rit |     |     | 10  | Rit | 6   | 6   |     |     |     | 52    |
| 6    | MRF Tyres Dealer Team                    |     |     |     |     | 5   | 11  | 6   | Rit | Rit | Rit |     |     |     | 37    |
| 7    | Proformance Service Kft Team Staff House | Rit | Rit | 5   | 5   |     |     |     |     | 5   | 5   |     |     |     | 34    |
| 8    | F.P.F. Sport                             |     |     |     |     |     |     |     |     | 1   | 1   |     |     |     | 30    |
| 9    | Borsod Talent MSE                        |     |     | 3   | 3   |     |     | 9   | 9   |     |     |     |     |     | 30    |
| 10   | Pécsi Sport Nonprofit Zrt.               |     |     | 7   | 7   |     |     | 5   | 5   |     |     |     |     |     | 30    |
| 11   | Treff-Autóház Kft.                       |     |     | 4   | 4   | 9   | 9   | Rit | Rit |     |     |     |     |     | 28    |
| 12   | Recalvi Team                             | 2   | 2   |     |     |     |     |     |     |     |     |     |     |     | 24    |
| 13   | Topp-Cars Rally Team                     | 9   | 9   | Rit | Rit | 6   | 6   | Rit | Rit | 16  | 16  |     |     |     | 24    |
| 14   | Grupa PGS RT                             | 17  | 17  | 8   | 8   | 8   | 8   | 14  | 14  | 22  | 22  |     |     |     | 24    |
| 15   | ADAC Opel Rallye Junior Team             | 11  | 15  | 11  | 23  |     |     | 12  | 12  | 9   | Rit |     |     |     | 24    |
| 16   | Auto Podbabská Škoda PSG ACCR Team       | Rit | Rit | Rit | Rit |     |     |     |     | 3   | 3   |     |     |     | 21    |
| 17   | Hyundai Motor España                     | 3   | 3   |     |     |     |     |     |     |     |     |     |     |     | 21    |
| 18   | B-A Promotion Kft.                       | 8   | 8   | Rit | Rit |     |     | 11  | 11  | 18  | 18  |     |     |     | 16    |
| 19   | Citroën Rally Team                       | 7   | 7   |     |     |     |     |     |     |     |     |     |     |     | 13    |
| 20   | IS Racing                                |     |     |     |     |     |     | 7   | 7   |     |     |     |     |     | 13    |
| 21   | Team Estonia Autosport                   | 12  | 19  | 15  | 20  |     |     | 16  | Rit | 10  | Rit |     |     |     | 12    |
| 22   | Turán Motorsport SE                      |     |     | Rit | Rit |     |     | Rit | Rit | 8   | 8   |     |     |     | 11    |
| 23   | Motorsport Ireland Rally Academy         | 14  | 18  | 22  | Rit |     |     | 19  | Rit | 11  | 13  |     |     |     | 10    |
| 24   | OLP Motorsport Kft.                      |     |     | 9   | 9   |     |     |     |     |     |     |     |     |     | 9     |
| 25   | Top Trans Highway s.r.o.                 |     |     | 12  | 12  |     |     | 13  | 13  | 14  | 14  |     |     |     | 9     |
| 26   | RACC Motorsport                          | 10  | 22  | 21  | 21  |     |     | 17  | 17  | Rit | Rit |     |     |     | 7     |
| 27   | Tradepol Rally Team                      |     |     | 13  | 13  |     |     |     |     |     |     |     |     |     | 3     |
| 28   | Ba-Ro Motorsport                         |     |     | 14  | 14  |     |     |     |     |     |     |     |     |     | 2     |
| 29   | Motorsport Italia                        |     |     |     |     |     |     |     |     | 15  | 15  |     |     |     | 1     |
| 30   | HRT Racing Kft.                          | 21  | 21  | 18  | 18  |     |     | 15  | 15  | 19  | 19  |     |     |     | 1     |
| Pos. | Squadra                                  | SIE | SIE | UNG | UNG | SCA | SCA | POL | POL | ROM | ROM | BAR | CER | CRO | Punti |

| Colore  | Risultato                |
| ------- | ------------------------ |
| Oro     | Vincitore                |
| Argento | 2º posto                 |
| Bronzo  | 3º posto                 |
| Verde   | Finito a punti           |
| Blu     | Finito senza punti       |
| Blu     | Non classificato (NC)    |
| Viola   | Ritirato (Rit)           |
| Nero    | Squalificato (SQ)        |
| Nero    | Escluso (ES)             |
| Bianco  | Non ha gareggiato        |
| Bianco  | Iscrizione ritirata (WD) |
| Bianco  | Non partito (NP)         |
| Bianco  | Gara cancellata (C)      |

### Classifica generale pneumatici
| Pos. | Pneumatici | SIE | SIE | UNG | UNG | SCA | SCA | POL | POL | ROM | ROM | BAR | CER | CRO | Punti |
| ---- | ---------- | --- | --- | --- | --- | --- | --- | --- | --- | --- | --- | --- | --- | --- | ----- |
| 1    | M Michelin | 1   | 2   | 2   | 3   | 7   | 8   | 2   | 5   | 3   | 4   |     |     |     | 204   |
| 2    | P Pirelli  | 3   | 4   | 5   | 7   | 1   | 4   | 3   | 8   | 1   | 2   |     |     |     | 199   |
| 3    | M MRF      | 6   | Rit | 1   | 8   | 2   | 5   | 1   | 6   | 6   | 8   |     |     |     | 168   |
| 4    | H Hankook  | 5   | Rit | 4   | 6   | 3   | 6   | 4   | 7   | 5   | 7   |     |     |     | 149   |
| Pos. | Pneumatici | SIE | SIE | UNG | UNG | SCA | SCA | POL | POL | ROM | ROM | BAR | CER | CRO | Punti |

| Colore  | Risultato                |
| ------- | ------------------------ |
| Oro     | Vincitore                |
| Argento | 2º posto                 |
| Bronzo  | 3º posto                 |
| Verde   | Finito a punti           |
| Blu     | Finito senza punti       |
| Blu     | Non classificato (NC)    |
| Viola   | Ritirato (Rit)           |
| Nero    | Squalificato (SQ)        |
| Nero    | Escluso (ES)             |
| Bianco  | Non ha gareggiato        |
| Bianco  | Iscrizione ritirata (WD) |
| Bianco  | Non partito (NP)         |
| Bianco  | Gara cancellata (C)      |

### ERC3

#### Classifica piloti
| Pos. | Pilota               | SIE | UNG | SCA | POL | ROM | BAR | CER | CRO | Punti |
| ---- | -------------------- | --- | --- | --- | --- | --- | --- | --- | --- | ----- |
| 1    | Tymoteusz Abramowski | 3   | 8   | 1   | 1   | 1   |     |     |     | 122   |
| 2    | Tristan Charpentier  | 1   | 6   | 3   | 3   | Rit |     |     |     | 87    |
| 3    | Hubert Kowalczyk     | 6   | 3   | Rit | 5   | 2   |     |     |     | 77    |
| 4    | Igor Widłak          | 5   | 1   | 5   | 8   |     |     |     |     | 75    |
| 5    | Błażej Gazda         | 9   | 5   | 6   | 7   | 5   |     |     |     | 71    |
| 6    | Ville Vatanen        |     | 4   | 2   | 2   |     |     |     |     | 67    |
| 7    | Adrian Rzeźnik       | 2   | 9   | 4   | Rit | Rit |     |     |     | 52    |
| 8    | Casey Jay Coleman    | 8   | Rit |     | 6   | 3   |     |     |     | 47    |
| 9    | Martin Ravenščak     | 4   | Rit | Rit |     | 6   |     |     |     | 34    |
| 10   | Adam Grahn           |     | Rit |     | 10  | 4   |     |     |     | 26    |
| 11   | Márton Bertalan      |     | 2   |     |     |     |     |     |     | 24    |
| 12   | Adrian Łabuda        |     |     |     | 4   |     |     |     |     | 19    |
| 13   | Esmar-Arnold Unt     |     | 7   |     | 11  |     |     |     |     | 18    |
| 14   | Sebastian Butyński   | 7   | Rit |     |     | Rit |     |     |     | 13    |
| 15   | Hubert Laskowski     |     |     |     |     | 7   |     |     |     | 13    |
| 16   | Taylor Gill          |     |     |     |     | 8   |     |     |     | 11    |
| 17   | Tadeusz Bieńko       |     |     |     | 9   |     |     |     |     | 9     |
| Pos. | Pilota               | SIE | UNG | SCA | POL | ROM | BAR | CER | CRO | Punti |

| Colore  | Risultato                |
| ------- | ------------------------ |
| Oro     | Vincitore                |
| Argento | 2º posto                 |
| Bronzo  | 3º posto                 |
| Verde   | Finito a punti           |
| Blu     | Finito senza punti       |
| Blu     | Non classificato (NC)    |
| Viola   | Ritirato (Rit)           |
| Nero    | Squalificato (SQ)        |
| Nero    | Escluso (ES)             |
| Bianco  | Non ha gareggiato        |
| Bianco  | Iscrizione ritirata (WD) |
| Bianco  | Non partito (NP)         |
| Bianco  | Gara cancellata (C)      |

#### Classifica copiloti
| Pos. | Copilota              | SIE | UNG | SCA | POL | ROM | BAR | CER | CRO | Punti |
| ---- | --------------------- | --- | --- | --- | --- | --- | --- | --- | --- | ----- |
| 1    | Jakub Wróbel          | 3   |     | 1   | 1   | 1   |     |     |     | 111   |
| 2    | Florian Barral        | 1   | 6   | 3   | 3   | Rit |     |     |     | 87    |
| 3    | Daniel Dymurski       | 5   | 1   | 5   |     | 7   |     |     |     | 77    |
| 4    | Jarosław Hryniuk      | 6   | 3   | Rit | 5   | 2   |     |     |     | 77    |
| 5    | Michał Jurgała        | 9   | 5   | 6   | 7   | 5   |     |     |     | 71    |
| 6    | Jarno Ottman          |     | 4   | 2   | 2   |     |     |     |     | 67    |
| 7    | Kamil Kozdroń         | 2   | 9   | 4   | Rit | Rit |     |     |     | 52    |
| 8    | Killian McArdle       | 8   | Rit |     | 6   | 3   |     |     |     | 47    |
| 9    | Dora Ravenščak        | 4   | Rit | Rit |     | 6   |     |     |     | 34    |
| 10   | Christoffer Bäck      |     | Rit |     | 10  | 4   |     |     |     | 26    |
| 11   | Róbert Paizs          |     | 2   |     |     |     |     |     |     | 24    |
| 12   | Michał Kuśnierz       |     |     |     | 4   |     |     |     |     | 19    |
| 13   | Denisa-Alexia Parteni |     | 7   |     | 11  |     |     |     |     | 18    |
| 14   | Łukasz Jastrzębski    | 7   | Rit |     |     | Rit |     |     |     | 13    |
| 15   | Daniel Brkic          |     |     |     |     | 8   |     |     |     | 11    |
| 16   | Michał Marczewski     |     |     |     | 8   |     |     |     |     | 11    |
| 17   | Grzegorz Dachowski    |     | 8   |     |     |     |     |     |     | 11    |
| 18   | Szymon Marciniak      |     |     |     | 9   |     |     |     |     | 9     |
| Pos. | Copilota              | SIE | UNG | SCA | POL | ROM | BAR | CER | CRO | Punti |

| Colore  | Risultato                |
| ------- | ------------------------ |
| Oro     | Vincitore                |
| Argento | 2º posto                 |
| Bronzo  | 3º posto                 |
| Verde   | Finito a punti           |
| Blu     | Finito senza punti       |
| Blu     | Non classificato (NC)    |
| Viola   | Ritirato (Rit)           |
| Nero    | Squalificato (SQ)        |
| Nero    | Escluso (ES)             |
| Bianco  | Non ha gareggiato        |
| Bianco  | Iscrizione ritirata (WD) |
| Bianco  | Non partito (NP)         |
| Bianco  | Gara cancellata (C)      |

### ERC4

#### Classifica piloti
| Pos. | Pilota             | SIE | UNG | SCA | POL | ROM | BAR | CER | CRO | Punti |
| ---- | ------------------ | --- | --- | --- | --- | --- | --- | --- | --- | ----- |
| 1    | Calle Carlberg     | 2   | 1   |     | 1   | 1   |     |     |     | 114   |
| 2    | Ioan Lloyd         | 5   | 5   |     | 2   | 5   |     |     |     | 75    |
| 3    | Victor Hansen      | 10  | 2   | 1   | 7   |     |     |     |     | 74    |
| 4    | Jaspar Vaher       | 3   | 4   |     | Rit | 3   |     |     |     | 61    |
| 5    | Sergi Pérez Jr.    | 1   | 10  |     | 6   | Rit |     |     |     | 52    |
| 6    | Craig Rahill       | 4   | Rit |     | Rit | 4   |     |     |     | 38    |
| 7    | Matteo Doretto     | 7   | 3   |     | WD  |     |     |     |     | 34    |
| 8    | Aoife Raftery      | 15  | 8   |     | 4   | 20  |     |     |     | 31    |
| 9    | Tuukka Kauppinen   | 20  | 13  |     | 3   | 11  |     |     |     | 29    |
| 10   | Gianandrea Pisani  |     |     |     |     | 2   |     |     |     | 24    |
| 11   | Francesco Dei Ceci | Rit | Rit |     | 9   | 7   |     |     |     | 22    |
| 12   | Keelan Grogan      | 13  | 11  |     | 8   | 14  |     |     |     | 21    |
| 13   | Mark-Egert Tiits   | 14  | Rit |     | 5   |     |     |     |     | 19    |
| 14   | Leevi Lassila      | Rit | 6   |     | 12  | 17  |     |     |     | 19    |
| 15   | Yohan Surroca      |     |     |     |     | 6   |     |     |     | 15    |
| 16   | Tommaso Sandrin    | 6   | Rit |     | Rit |     |     |     |     | 15    |
| 17   | Luca Pröglhöf      | 8   | 12  |     |     | Rit |     |     |     | 15    |
| 18   | Norman Kreuter     |     | 7   |     |     |     |     |     |     | 13    |
| 19   | Simon Andersson    | 11  |     |     | 10  |     |     |     |     | 12    |
| 20   | Andrea Mazzocchi   |     |     |     |     | 8   |     |     |     | 11    |
| 21   | Hubert Laskowski   | 9   |     |     |     |     |     |     |     | 9     |
| 22   | Kevin Lempu        |     | 9   |     |     | Rit |     |     |     | 9     |
| 23   | Giorgio Cogni      |     |     |     |     | 9   |     |     |     | 9     |
| 24   | Edoardo De Antoni  |     |     |     |     | 10  |     |     |     | 7     |
| 25   | Artur Luca         |     | 14  |     | 11  |     |     |     |     | 7     |
| 26   | Michael Lengauer   |     |     |     |     | 12  |     |     |     | 4     |
| 27   | Maxim Decock       | 12  | Rit |     | Rit |     |     |     |     | 4     |
| 28   | Nicolò Ardizzone   |     |     |     |     | 13  |     |     |     | 3     |
| 29   | Dariusz Poloński   |     |     |     |     | 15  |     |     |     | 1     |
| Pos. | Pilota             | SIE | UNG | SCA | POL | ROM | BAR | CER | CRO | Punti |

| Colore  | Risultato                |
| ------- | ------------------------ |
| Oro     | Vincitore                |
| Argento | 2º posto                 |
| Bronzo  | 3º posto                 |
| Verde   | Finito a punti           |
| Blu     | Finito senza punti       |
| Blu     | Non classificato (NC)    |
| Viola   | Ritirato (Rit)           |
| Nero    | Squalificato (SQ)        |
| Nero    | Escluso (ES)             |
| Bianco  | Non ha gareggiato        |
| Bianco  | Iscrizione ritirata (WD) |
| Bianco  | Non partito (NP)         |
| Bianco  | Gara cancellata (C)      |

#### Classifica copiloti
| Pos. | Copilota                  | SIE | UNG | SCA | POL | ROM | BAR | CER | CRO | Punti |
| ---- | ------------------------- | --- | --- | --- | --- | --- | --- | --- | --- | ----- |
| 1    | Jørgen Eriksen            | 2   | 1   |     | 1   | 1   |     |     |     | 114   |
| 2    | Sion Williams             | 5   | 5   |     | 2   | 5   |     |     |     | 75    |
| 3    | Ditte Kammersgaard        | 10  | 2   | 1   | 7   |     |     |     |     | 74    |
| 4    | Sander Pruul              | 3   | 4   |     | Rit | 3   |     |     |     | 61    |
| 5    | Axel Coronado             | 1   | 10  |     | 6   | Rit |     |     |     | 52    |
| 6    | Conor Smith               | 4   | Rit |     | Rit | 4   |     |     |     | 38    |
| 7    | Andrea Budoia             | 7   | 3   |     | WD  |     |     |     |     | 34    |
| 8    | Hannah McKillop           | 15  | 8   |     | 4   | 20  |     |     |     | 31    |
| 9    | Veli-Pekka Karttunen      |     | 13  |     | 3   | 11  |     |     |     | 29    |
| 10   | Nicola Biagi              |     |     |     |     | 2   |     |     |     | 24    |
| 11   | Nicolò Lazzarini          | Rit | Rit |     | 9   | 7   |     |     |     | 22    |
| 12   | Ayrton Sherlock           | 13  | 11  |     | 8   | 14  |     |     |     | 21    |
| 13   | Rainis Raidma             | 14  | Rit |     | 5   |     |     |     |     | 19    |
| 14   | Antti Linnaketo           | Rit | 6   |     | 12  |     |     |     |     | 19    |
| 15   | Pierre Blot               |     |     |     |     | 6   |     |     |     | 15    |
| 16   | Andrea Dal Maso           | 6   | Rit |     | Rit |     |     |     |     | 15    |
| 17   | Christina Ettel           | 8   | 12  |     |     |     |     |     |     | 15    |
| 18   | Jeannette Kvick Andersson |     | 9   |     |     |     |     |     |     | 13    |
| 19   | Jörgen Jönsson            | 11  |     |     | 10  |     |     |     |     | 12    |
| 20   | Nicolò Gonella            |     |     |     |     | 8   |     |     |     | 11    |
| 21   | Esther Gutiérrez          | 9   |     |     |     |     |     |     |     | 9     |
| 22   | Fredi Kostikov            |     | 9   |     |     | Rit |     |     |     | 9     |
| 23   | Daiana Darderi            |     |     |     |     | 9   |     |     |     | 9     |
| 24   | Martina Musiari           |     |     |     |     | 10  |     |     |     | 7     |
| 25   | Vlad Colceriu             | 19  | Rit |     | 11  |     |     |     |     | 5     |
| 26   | Jürgen Rausch             |     |     |     |     | 12  |     |     |     | 4     |
| 27   | Tom Buyse                 | 12  | Rit |     | Rit |     |     |     |     | 4     |
| 28   | Valentina Pasini          |     |     |     |     | 13  |     |     |     | 3     |
| 29   | Mihai Supuran             |     | 14  |     |     |     |     |     |     | 2     |
| 30   | Łukasz Sitek              |     |     |     |     | 15  |     |     |     | 1     |
| Pos. | Copilota                  | SIE | UNG | SCA | POL | ROM | BAR | CER | CRO | Punti |

| Colore  | Risultato                |
| ------- | ------------------------ |
| Oro     | Vincitore                |
| Argento | 2º posto                 |
| Bronzo  | 3º posto                 |
| Verde   | Finito a punti           |
| Blu     | Finito senza punti       |
| Blu     | Non classificato (NC)    |
| Viola   | Ritirato (Rit)           |
| Nero    | Squalificato (SQ)        |
| Nero    | Escluso (ES)             |
| Bianco  | Non ha gareggiato        |
| Bianco  | Iscrizione ritirata (WD) |
| Bianco  | Non partito (NP)         |
| Bianco  | Gara cancellata (C)      |

### Junior ERC
| Pos. | Pilota             | SIE | UNG | POL | ROM | BAR | CRO | Punti |
| ---- | ------------------ | --- | --- | --- | --- | --- | --- | ----- |
| 1    | Calle Carlberg     | 2   | 1   | 1   | 1   |     |     | 114   |
| 2    | Ioan Lloyd         | 5   | 5   | 2   | 4   |     |     | 77    |
| 3    | Jaspar Vaher       | 3   | 4   | Rit | 2   |     |     | 64    |
| 4    | Sergi Pérez Jr.    | 1   | 9   | 6   | Rit |     |     | 54    |
| 5    | Victor Hansen      | 10  | 2   | 7   |     |     |     | 44    |
| 6    | Craig Rahill       | 4   | Rit | Rit | 3   |     |     | 40    |
| 7    | Aoife Raftery      | 15  | 7   | 4   | 10  |     |     | 40    |
| 8    | Tuukka Kauppinen   | 20  | 12  | 3   | 7   |     |     | 38    |
| 9    | Matteo Doretto     | 7   | 3   | WD  |     |     |     | 34    |
| 10   | Keelan Grogan      | 13  | 10  | 8   | 8   |     |     | 32    |
| 11   | Leevi Lassila      | Rit | 6   | 12  | 9   |     |     | 28    |
| 12   | Francesco Dei Ceci | Rit | Rit | 9   | 6   |     |     | 24    |
| 13   | Mark-Egert Tiits   | 14  | Rit | 5   |     |     |     | 19    |
| 14   | Yohan Surroca      |     |     |     | 5   |     |     | 19    |
| 15   | Luca Pröglhöf      | 8   | 11  |     | Rit |     |     | 16    |
| 16   | Tommaso Sandrin    | 6   | Rit | Rit |     |     |     | 15    |
| 17   | Simon Andersson    | 11  |     | 10  |     |     |     | 12    |
| 18   | Kevin Lempu        |     | 8   |     | Rit |     |     | 11    |
| 19   | Hubert Laskowski   | 9   |     |     |     |     |     | 9     |
| 20   | Artur Luca         |     | 13  | 11  |     |     |     | 8     |
| 21   | Kevin Saraiva      | Rit |     |     | 11  |     |     | 5     |
| 22   | Maxim Decock       | 12  | Rit | Rit |     |     |     | 4     |
| Pos. | Pilota             | SIE | UNG | POL | ROM | BAR | CRO | Punti |

| Colore  | Risultato                |
| ------- | ------------------------ |
| Oro     | Vincitore                |
| Argento | 2º posto                 |
| Bronzo  | 3º posto                 |
| Verde   | Finito a punti           |
| Blu     | Finito senza punti       |
| Blu     | Non classificato (NC)    |
| Viola   | Ritirato (Rit)           |
| Nero    | Squalificato (SQ)        |
| Nero    | Escluso (ES)             |
| Bianco  | Non ha gareggiato        |
| Bianco  | Iscrizione ritirata (WD) |
| Bianco  | Non partito (NP)         |
| Bianco  | Gara cancellata (C)      |

### Master ERC
| Pos. | Pilota              | SIE | UNG | SCA | POL | ROM | BAR | CER | CRO | Punti |
| ---- | ------------------- | --- | --- | --- | --- | --- | --- | --- | --- | ----- |
| 1    | Dariusz Biedrzyński | 4   | 6   | 4   | 2   | 4   |     |     |     | 96    |
| 2    | Martin Vlček        | 3   | 3   | 2   | Rit | 8   |     |     |     | 77    |
| 3    | András Hadik        | 2   | Rit |     | 1   | 6   |     |     |     | 69    |
| 4    | Jos Verstappen      | 1   | 2   | Rit | Rit | WD  |     |     |     | 54    |
| 5    | Sasa                |     | 1   | 3   | Rit |     |     |     |     | 51    |
| 6    | Henning Solberg     |     |     | 1   |     |     |     |     |     | 30    |
| 7    | Giandomenico Basso  |     |     |     |     | 1   |     |     |     | 30    |
| 8    | Antonio Rusce       |     |     |     |     | 2   |     |     |     | 24    |
| 9    | Eamonn Boland       |     |     |     |     | 3   |     |     |     | 21    |
| 10   | Tomasz Ociepa       |     | 4   |     | NP  |     |     |     |     | 19    |
| 11   | Miklós Bujdos       |     | 5   |     |     |     |     |     |     | 17    |
| 12   | Zoltán László       |     |     |     |     | 5   |     |     |     | 17    |
| 13   | Norman Kreuter      |     | 7   |     |     |     |     |     |     | 13    |
| 14   | Emanuele Fiore      |     |     |     |     | 7   |     |     |     | 13    |
| 15   | Vittorio Ceccato    |     |     |     |     | 9   |     |     |     | 9     |
| Pos. | Pilota              | SIE | UNG | SCA | POL | ROM | BAR | CER | CRO | Punti |

| Colore  | Risultato                |
| ------- | ------------------------ |
| Oro     | Vincitore                |
| Argento | 2º posto                 |
| Bronzo  | 3º posto                 |
| Verde   | Finito a punti           |
| Blu     | Finito senza punti       |
| Blu     | Non classificato (NC)    |
| Viola   | Ritirato (Rit)           |
| Nero    | Squalificato (SQ)        |
| Nero    | Escluso (ES)             |
| Bianco  | Non ha gareggiato        |
| Bianco  | Iscrizione ritirata (WD) |
| Bianco  | Non partito (NP)         |
| Bianco  | Gara cancellata (C)      |

### Fiesta Rally3 Trophy
| Pos. | Pilota               | SIE | UNG | POL | ROM | BAR | Punti |
| ---- | -------------------- | --- | --- | --- | --- | --- | ----- |
| 1    | Tymoteusz Abramowski | 3   | 5   | 1   | 1   |     | 98    |
| 2    | Tristan Charpentier  | 1   | 3   | 2   | Rit |     | 75    |
| 3    | Igor Widłak          | 5   | 1   | 5   |     |     | 64    |
| 4    | Casey Jay Coleman    | 6   | Rit | 4   | 2   |     | 58    |
| 5    | Adrian Rzeźnik       | 2   | 6   | Rit | Rit |     | 39    |
| 6    | Martin Ravenščak     | 4   | Rit |     | 4   |     | 38    |
| 7    | Adam Grahn           | WD  |     | 7   | 3   |     | 34    |
| 8    | Esmar-Arnold Unt     |     | 4   | 8   |     |     | 30    |
| 9    | Márton Bertalan      |     | 2   |     |     |     | 24    |
| 10   | Adrian Łabuda        |     |     | 3   |     |     | 21    |
| 11   | Hubert Laskowski     |     |     |     | 5   |     | 17    |
| 12   | Taylor Gill          |     |     |     | 6   |     | 15    |
| 13   | Tadeusz Bieńko       |     |     | 6   |     |     | 15    |
| Pos. | Pilota               | SIE | UNG | POL | ROM | BAR | Punti |

| Colore  | Risultato                |
| ------- | ------------------------ |
| Oro     | Vincitore                |
| Argento | 2º posto                 |
| Bronzo  | 3º posto                 |
| Verde   | Finito a punti           |
| Blu     | Finito senza punti       |
| Blu     | Non classificato (NC)    |
| Viola   | Ritirato (Rit)           |
| Nero    | Squalificato (SQ)        |
| Nero    | Escluso (ES)             |
| Bianco  | Non ha gareggiato        |
| Bianco  | Iscrizione ritirata (WD) |
| Bianco  | Non partito (NP)         |
| Bianco  | Gara cancellata (C)      |